# Anoka (Minnesota)
Anoka és una població dels Estats Units a l'estat de Minnesota. Segons el cens del 2000 tenia 18.076 habitants.

## Demografia
Segons el cens del 2000, Anoka tenia 18.076 habitants, 7.262 habitatges, i 4.408 famílies. La densitat de població era de 1.046,4 habitants per km².
Dels 7.262 habitatges en un 30,9% hi vivien nens de menys de 18 anys, en un 44,5% hi vivien parelles casades, en un 12% dones solteres, i en un 39,3% no eren unitats familiars. En el 31,9% dels habitatges hi vivien persones soles l'11,2% de les quals corresponia a persones de 65 anys o més que vivien soles. El nombre mitjà de persones vivint en cada habitatge era de 2,38 i el nombre mitjà de persones que vivien en cada família era de 3,03.
Per edats la població es repartia de la següent manera: un 24,6% tenia menys de 18 anys, un 11,1% entre 18 i 24, un 32,2% entre 25 i 44, un 20,5% de 45 a 60 i un 11,6% 65 anys o més.
L'edat mediana era de 34 anys. Per cada 100 dones de 18 o més anys hi havia 97,1 homes.
La renda mediana per habitatge era de 42.659 $ i la renda mediana per família de 55.311 $. Els homes tenien una renda mediana de 37.930 $ mentre que les dones 27.753 $. La renda per capita de la població era de 21.367 $. Entorn del 4,7% de les famílies i el 6,8% de la població estaven per davall del llindar de pobresa.

## Poblacions més properes
El següent diagrama mostra les poblacions més properes.